# Loopverbinding
Een loopverbinding is een route of een stuk ruimte die specifiek bedoeld is voor het verkeer van voetgangers. In een loopverbinding kunnen specifieke kunstwerken opgenomen zijn, zoals een onderdoorgang, voetgangerstunnel, perrontunnel, voetgangersbrug of traverse.
Een loopverbinding kan ook deel uitmaken van een ketenverplaatsing; in dat geval betekent het dat de reiziger een stuk moet lopen van de ene naar de andere vervoerdienst. De term loopverbinding wordt doorgaans pas gehanteerd wanneer de looptijd meer dan enkele minuten is.